# Hilde Marie Kjersem
Hilde Marie Kjersem, conosciuta anche come Marie Munroe (Ålesund, 27 aprile 1981), è una cantante norvegese.

## Biografia
Hilde Marie Kjersem ha studiato jazz alla Norges musikkhøgskole dal 2000 al 2003. Si è inizialmente dedicata alla musica jazz, ottenendo particolare successo con il suo terzo album A Killer for That Ache, che ha raggiunto la 27ª posizione della classifica norvegese, spingendo in seguito verso un sound più orientato verso il pop. Nel 2011, grazie all'album Let's Let Go, ha ricevuto due candidature ai premi Spellemann, il principale riconoscimento musicale norvegese, per la cantautrice dell'anno e per l'artista femminile dell'anno.

## Discografia

### Album in studio
- 2004 – Red Shoes Diary
- 2005 – Twelve O'Clock Tales (con Jon Eberson)
- 2008 – A Killer for That Ache
- 2011 – Let's Let Go
- 2013 – If We Make It to the Future
- 2016 – Under My Skin
- 2018 – A Murder of Crows (con Christer Knutsen)

### Singoli
- 2011 – Let's Let Go
- 2013 – Popeye
- 2013 – My Man
- 2014 – Like a Drumbeat
- 2015 – A Million Things
- 2015 – Can't Go Back